# Hermann Davids
Hermann Davids (* 23. Juni 1878 in Emden; † 13. Juli 1967 in Münster) war ein deutscher Augenarzt, der auch allgemeinmedizinisch als Verfasser eines Leitfadens der Krankenpflege hervortrat.

## Leben
Davids studierte Medizin an der Universität Leipzig und war seit 1898 Mitglied der Leipziger Burschenschaft Germania (seit 1950 Burschenschaft Wartburg Köln-Germania Leipzig). Er war ab 1908 in Münster als Augenarzt tätig. Im Jahr 1920 wurde er zum „Beauftragten Dozenten“ der Westfälischen Wilhelms-Universität ernannt. Er hielt Vorlesungen zu Themen im Bereich der Augenheilkunde. Ab 1923 war er Leiter der neu gegründeten „Städtischen Augenstation“ am Clemenshospital Münster.
Sein „Leitfaden der Krankenpflege“ erschien in erster Auflage 1913, in zweiter Auflage 1918 und in der letzten, der dritten Auflage, 1930 im Stiftungsverlag in Potsdam.
Davids starb 1967, seine Frau Käthe, geb. Hausmann, bereits 1963.

## Veröffentlichungen
- Beitrag zu Ebstein, Dorf- und Stadthygieine. Davids, Emden 1902.
- Ein Beitrag zur Lehre von den Magnetoperationen. Münchow, Gießen 1903 (Dissertation, Universität Göttingen, 1903).
- Über traumatische Linsenluxation. Zugleich ein Beitrag zur Entstehung der Sphinkterrisse und der Aderhautablösung. Marhold, Halle a. S. 1913.
- Leitfaden der Krankenpflege nebst Fremdwörter-Verzeichnis. Stiftungsverlag, Potsdam 1913.
- Leitfaden der Krankenpflege nebst Desinfektionsanweisung und Fremdwörter-Verzeichnis. Mit 37 Abbildungen im Text. 2. Auflage. Stiftungsverlag, Potsdam 1918.
- Leitfaden der Krankenpflege nebst Desinfektionsanweisung und Fremdwörter-Verzeichnis. 3. Auflage. Stiftungsverlag, Potsdam 1930.